# Yuta Watase
Pour les articles homonymes, voir Watase.
Yuta Watase (渡瀬雄太, Watase, Yūta), né le 8 août 1982 à Sapporo est un sauteur à ski japonais.

## Biographie
Il est le fils de Yataro Watase, lui aussi sauteur à ski, et entraîneur de saut à ski, notamment de l'équipe féminine du Japon en 2010 et 2011. Yuta Watase a une sœur Ayumi, elle aussi sauteuse à ski.
Il a fait ses débuts en Coupe du monde en janvier 1999 à Sapporo, où il marque ses premiers points (24e et 14e). Il obtient son unique podium en novembre 2012 dans une épreuve par équipes à Lillehammer. En individuel, il compte deux tops 10 dont une cinquième place obtenue à Sapporo en janvier 2009 et une huitième place à Park City en janvier 2001. Au Grand Prix d'été 2012, il fait partie de l'équipe japonaise première gagnante d'une compétition collective mixte de l'histoire en saut.
Il participe à trois grands championnats majeurs : aux Mondiaux de vol à ski 2012, aux Championnats du monde de Val di Fiemme et aux Jeux olympiques d'hiver de 2014, où il est 21e sur le petit tremplin.
Il prend sa retraite sportive en 2016.

## Palmarès

### Jeux olympiques
| Épreuve / Édition | Sotchi 2014 |
| Petit tremplin    | 21e         |
| Grand tremplin    | —           |
| Par équipes       | —           |

### Championnats du monde
| Épreuve / Édition | Val di Fiemme 2013 |
| Petit tremplin    | 21e                |
| Grand tremplin    | 34e                |

### Championnats du monde de vol à ski
| Épreuve / Édition | Vikersund 2012 |
| Individuel        | 25e            |
| Par équipes       | 5e             |

### Coupe du monde
- Meilleur classement général : 33e en 2009.
- Meilleur résultat individuel : 5e.
- 1 podium en épreuve par équipes.

#### Classements en Coupe du monde
| Année     | Classement général final |
| 1998-1999 | 63e                      |
| 1999-2000 | 64e                      |
| 2000-2001 | 56e                      |
| 2001-2002 | 77e                      |
| 2005-2006 | 85e                      |
| 2007-2008 | 80e                      |
| 2008-2009 | 33e                      |
| 2009-2010 | 75e                      |
| 2011-2012 | 48e                      |
| 2012-2013 | 43e                      |
| 2013-2014 | 52e                      |

### Jeux asiatiques
- Médaille d'or par équipes en 2011.
- Médaille d'argent par équipes en 2003.

### Grand Prix
- 3 victoires par équipes.